# Abraham Bogaert

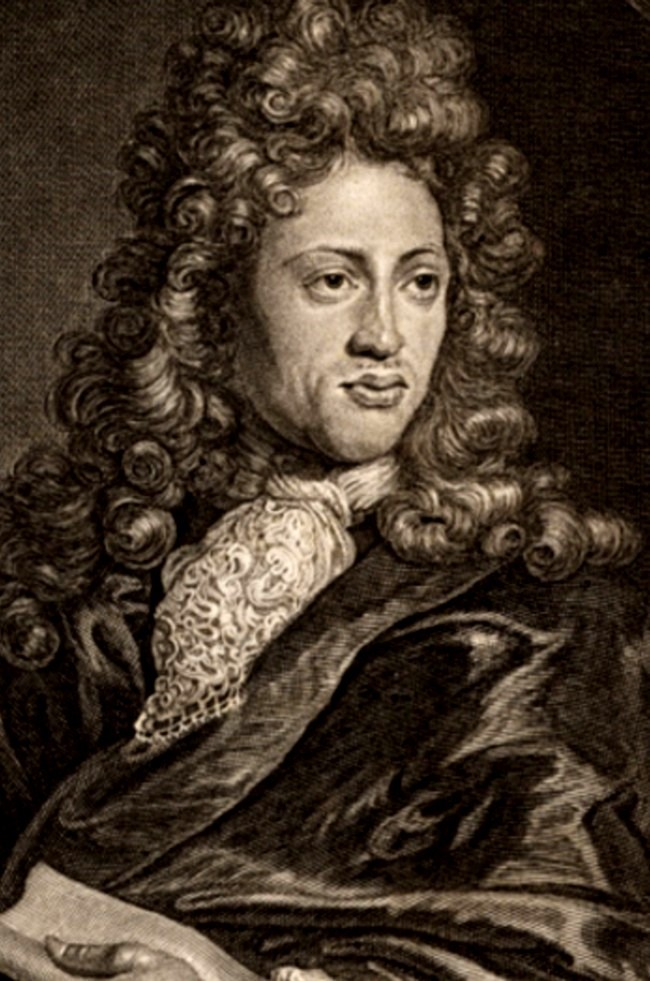
Abraham Bogaert

Abraham Bogaert (getauft 7. Oktober 1663 in Amsterdam; † 6. Dezember 1727 in Amsterdam) war ein niederländischer Apotheker, Chirurg und Schriftsteller.

## Leben
Abraham Bogaert wurde als Apotheker und Chirurg ausgebildet und reiste im Dienst der Niederländischen Ostindien-Kompanie (VOC) mehrfach nach Asien, wo er in Batavia als „Oberchirurg“ tätig war. Die medizinische Versorgung an Bord der VOC-Schiffe sowie in den Kolonien war – mit heutigen Augen gesehen – unzureichend, für die damalige Zeit jedoch vergleichsweise fortschrittlich. Der mitfahrende Chirurg, zugleich Barbier, schnitt nicht nur die Haare, sondern ließ auch zur Ader und konnte, wenn nötig, auch Amputationen durchführen. Neben dem „Oberchirurgen“ gab es diverse „Unterchirurgen“ (onderchirurgijn), die teilweise in der Ausbildung befindlich waren bzw. als Stellvertreter des Oberchirurgen fungierten. 1701 ging er zum dritten Mal nach Batavia, von wo aus er einige Zeit später mit kaufmännischen Aufgaben betraut wurde und nach Bengalen und Ceylon aufbrach. 1706 kehrte er nach Amsterdam zurück.
Neben seiner Tätigkeit als Apotheker und Chirurg war er als Schriftsteller und Dichter tätig. Sein bekanntestes Werk war das 1717 erschienene Buch über seine Reisen durch Asien.

## Werke
- Myrrha of de gestrafte bloedschande (1688)
- Rhadamistus en Zenobia (1713)
- Historische reizen door d'oostersche deelen van Asia (1717)
- Gedichtband Geuzevelt (1723)
- Phocion (1743)